# Англосаксонска митологија
Англо-саксонска митологија представља скуп паганских религијска веровања и обреда Англосаксонаца између 5. и 7. века, односно на самом почетку средњег века у Енглеској.
Представљао је огранак шире германске митологије који је у то време постојао у Северозападној Европи, и састоје се од разлишитих веровања и обредне праксе. Развио се од раније религије Гвозденог доба у континенталној Северној Европи, а у Британију је дошао захваљујући англосаксонском досељавању средином 5. века, који је остао доминантна религија подручја данашње Енглеске све до христијанизације англосаксонске Енглеске у 7. и 8. веку. Неки од њених елемената постепено су се трансформисали у локални фолклор.
Као и већина религија означених као паганизам од стране каснијих хришћанских писаца, представљао је политеистички систем веровања, базиран на поштовању божанстава познатих као ОШ. Најпознатије од тих божанстава је било Один, због чега се понекад религија наизавала Оденизам (енгл. Wodenism) иако су се поштовали и други истакнути богови као Тунор (Тор) и Тир. Постојало је веровање и друга натприродна бића која су живела у природи, као што су вилењаци, Валкире, водено чудовиште Никор и змајеви. 
Култни обреди су се углавном односили на исказ поштовања, укључујући и жртвовање предмета и животиња божанствима, поготово за време верских светковина током године. Паганска веровања су такође утицала и на англосаксонске погребне обичаје, па су се мртви сахрањивали или кремирали, обично уз гробна добра. Постојала је и магијска компонента ране англосаксонске религије, а понеки слични шаманизму. Та су веровања имала утицај и на развој англосаксонског друштва, у коме је успостављена хијерархија на челу са краљевима, који су тврдили да непосредно потичу од неког божанства, најчешће је то био Один. Као таква је имала и утицај на развој англосаксонског права у том периоду.
Осим што су остварила утицај на енглески фолклор, англосаксонска божанства су дала темељ и за имена дана у седмици у енглеском језику.
Упркос свему, о англо-саксонској митологији постоје многе непознанице; подаци који постоје се темеље на неколико преживелих записа из раног средњег века, касније англосаксонске хронике, те проучавања књижевности из каснијег периода и археолошких артефаката. Оно што се зна о англосаксонској религији и митологији је касније утицало и на неопагански покрет у 18. веку.